# Okap z Ośmiornicą
Okap z Ośmiornicą – jaskinia na Wzgórzu Dumań w Dolinie Kobylańskiej na Wyżynie Olkuskiej wchodzącej w skład Wyżyny Krakowsko-Częstochowskiej. Administracyjnie znajduje się w granicach wsi Karniowice, w gminie Zabierzów w powiecie krakowskim.

## Opis jaskini
Jaskinia znajduje się w grupie skał, która przez wspinaczy skalnych nazywana jest Lotnikami. Na południowej ścianie I Filarka Lotników znajdują się drogi wspinaczkowe, otwory jaskini zaś znajdują się na przeciwległej, północnej stronie I Filarka pod przewieszonym okapem. Za otworem jest stromy korytarz z trzema odgałęzieniami. Pierwsze znajduje się 3,5 m nad jego dnem, zakręca ostro i po 5 metrach nieco dalej wypada 2 metry nad dnem korytarza. Drugie odgałęzienie jest ciasną, kaskadowo wznoszącą się rurą przechodzącą w ciasny i niezbadany kominek. Trzecie odgałęzienie jest krótkim, obszerniejszym korytarzem. Główny ciąg jaskini kończy się za ciasną szczeliną po drugiej stronie okapu. Łączna długość wszystkich korytarzy wynosi 20 m.
Jest to jaskinia wytworzona w wapieniach górnej jury. Jest niemal w całości oświetlona, ciemne są tylko końcowe części jej bocznych odgałęzień. Namulisko złożone z wapiennego gruzu, gleby i gliny. Na ścianach w niektórych miejscach występują grzybkowate nacieki i polewy. W lepiej oświetlonych miejscach na ścianach rozwijają się glony, mchy i porosty.
Jaskinia znana była od dawna. Po raz pierwszy opisał ją Jakub Nowak w 2004 r. On też sporządził jej plan.

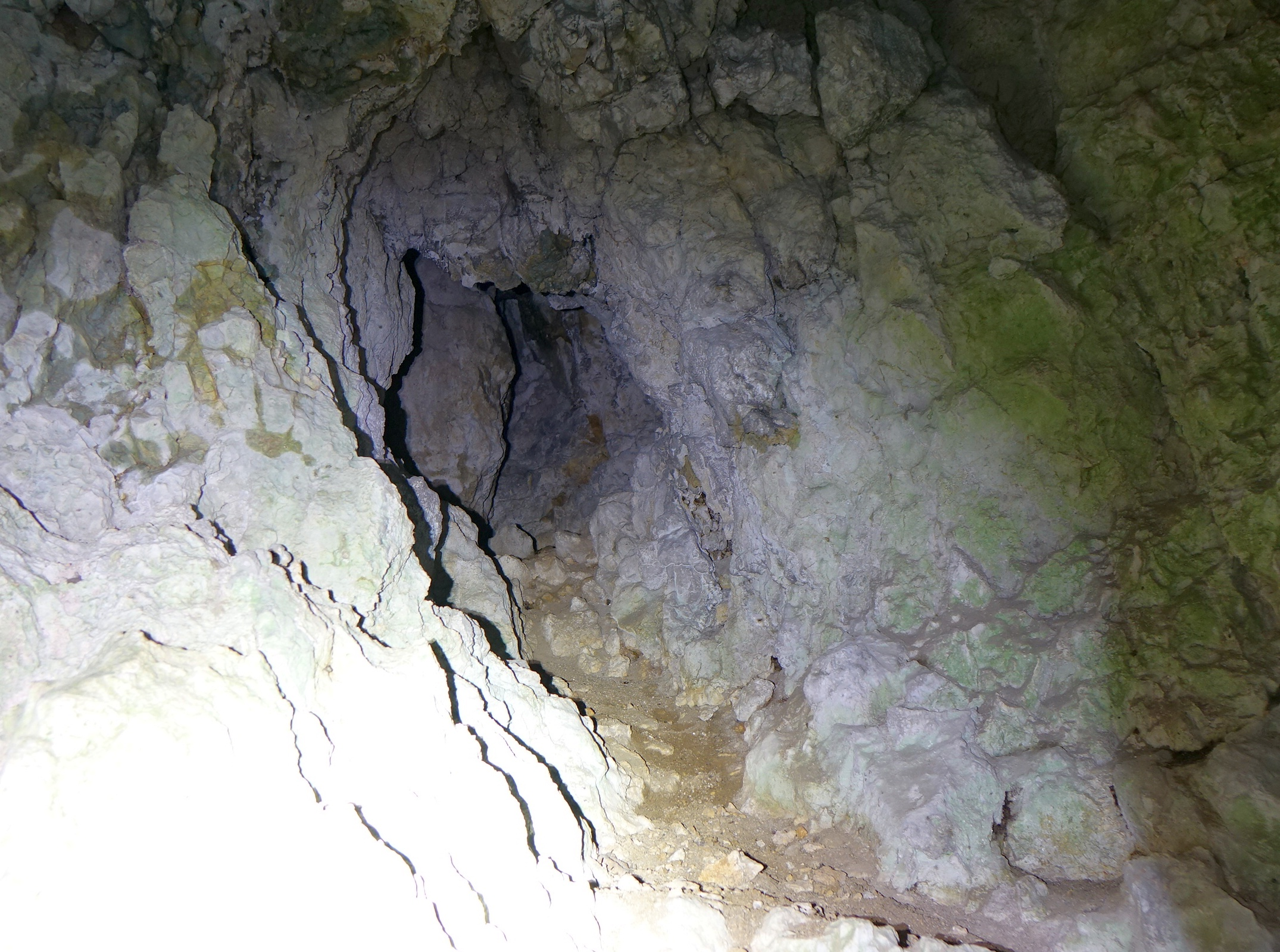
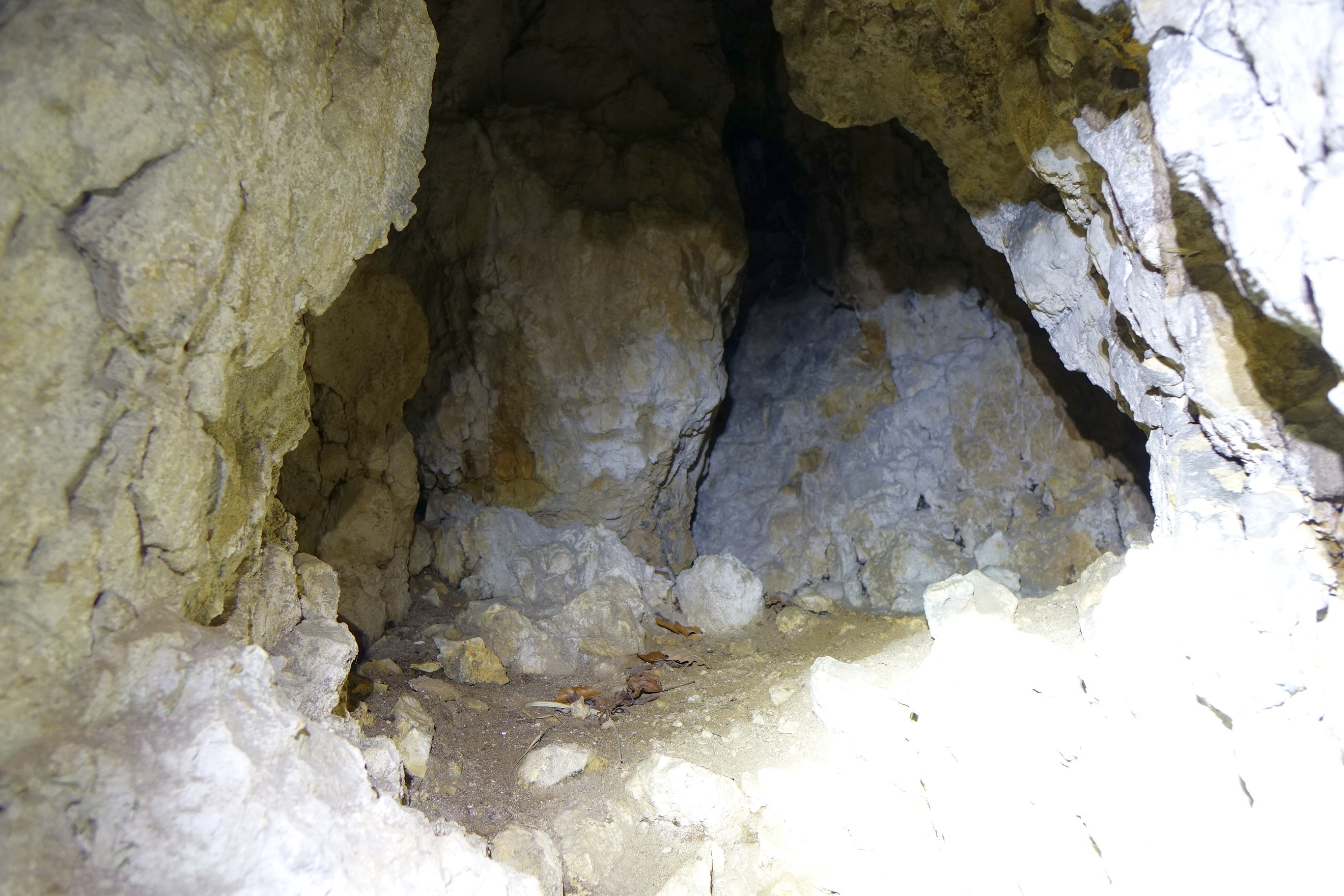
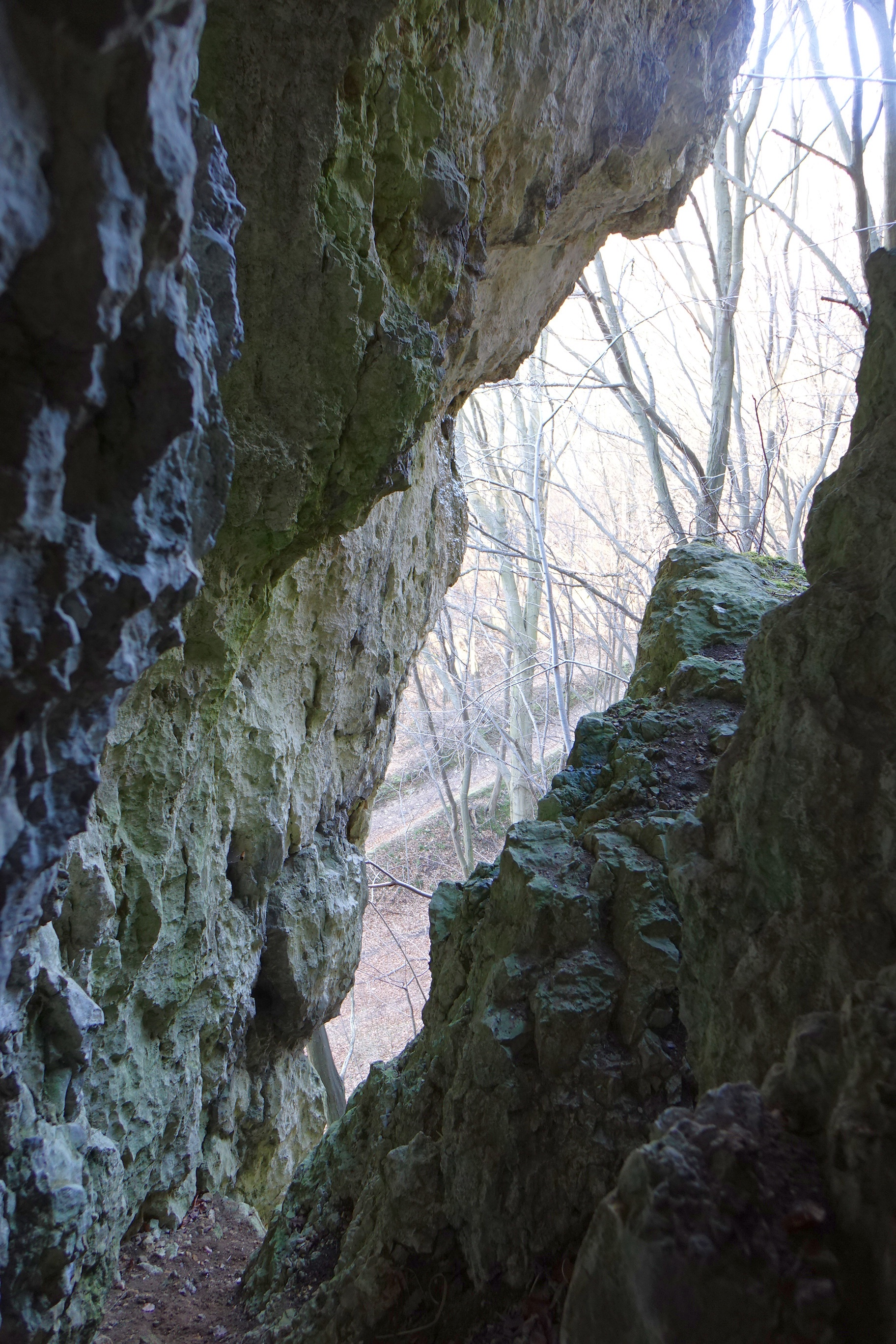
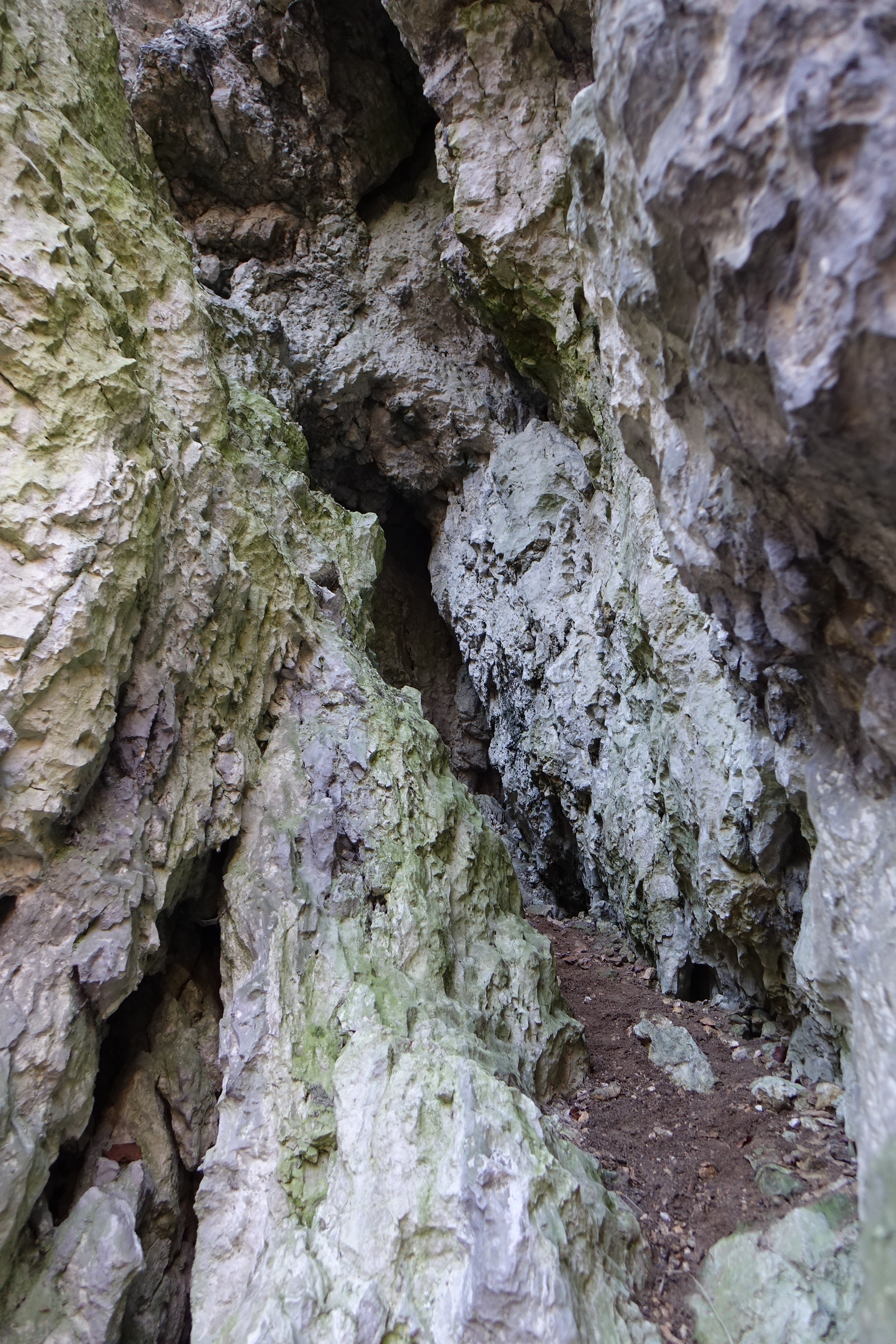
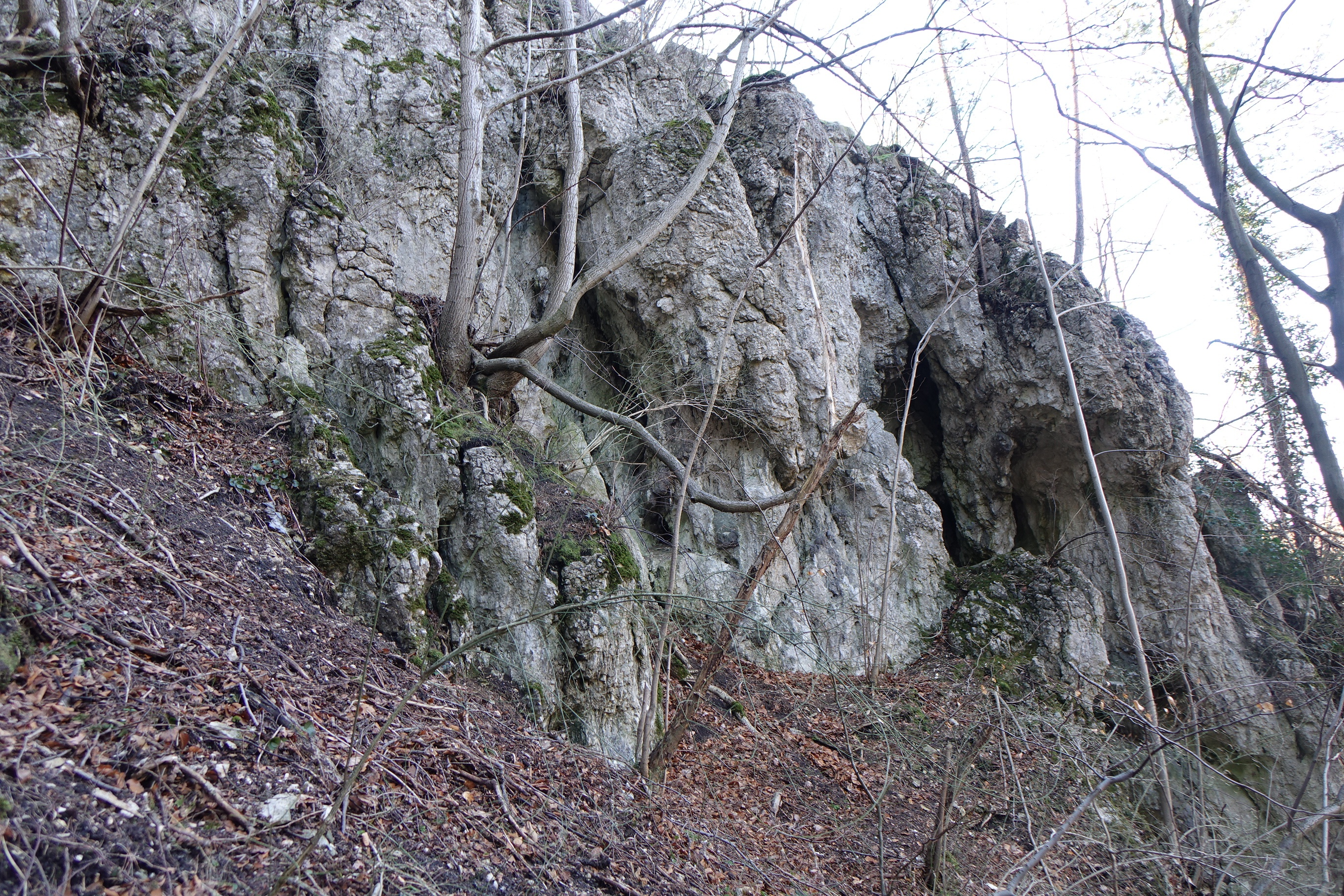